# Сосенский
Со́сенский — город (с 1991) в Калужской области, основан в 1952 году в связи с разработкой шахт в Подмосковном угольном бассейне.
Население — 11 259 чел. (2023).
Распоряжением Правительства РФ от 29 июля 2014 года № 1398-р «Об утверждении перечня моногородов» городское поселение «Город Сосенский» включено в категорию «Монопрофильные муниципальные образования Российской Федерации (моногорода), в которых имеются риски ухудшения социально-экономического положения».

## История
Основан как шахтёрский посёлок в 1952 году. В первое лето 1952 года было построено два финских дома, четыре барака, небольшой магазин, баня, хлебопекарня, столовая. Первую улицу нового поселка назвали именем Ленина. Исполком Козельского райсовета предлагал назвать поселок сначала Октябрьским, а в декабре 1953 года — Ленинским. 27 января 1954 года Козельский райисполком, а 19 марта Калужский облисполком приняли решение об образовании рабочего поселка Ленинский. Но по каким-то причинам 5 апреля 1954 года Калужский облисполком принимает новое решение «О регистрации вновь возникших населённых пунктов в Лев-Толстовском, Сухиничском и Козельском районах». Этим решением новому поселку присваивается наименование Шепелевский. Но уже через несколько дней, 10 апреля 1954 года, принятое решение корректируется, и поселок получает новое имя — Сосенский.
В августе 1953 года в Сосенском была открыта средняя школа. Работала вечерняя школа рабочей молодёжи. В 1957 году в посёлке открывается горно-строительный вечерний техникум. Параллельно со строительством шахт в 1956 году строится клуб «Горняк» (первоначально назывался «Шахтостроитель»), поликлиника, а годом позже дом быта.
К началу 1980-х верхние слои залежей угля выработались, Черепетская ГРЭС (Тульская область) начинает понемногу отказываться от сосенского угля. В конце восьмидесятых шахты стали закрываться.
Вторую жизнь поселку дал приказ министра общего машиностроения от 11 июля 1968 года «О строительстве филиала Московского завода научно-исследовательского института автоматики и приборостроения». Стройка началась с учебного корпуса ГПТУ, а с 1973 года в цехах стали устанавливать производственное оборудование и прошёл первый набор студентов в училище. 15 сентября 1975 года выходит приказ министра общего машиностроения об образовании завода как самостоятельного юридического лица. Завод был ориентирован на выпуск продукции оборонного характера и товаров народного потребления. За счёт приезжающих со всех уголков СССР специалистов, население Сосенского увеличилось в несколько раз. Строились новые микрорайоны, открывались детские сады. В декабре 1986 года был сдан в эксплуатацию культурно-спортивный комплекс «Прометей», а в 1987 году распахнула двери вторая школа.
16 декабря 1991 года указом Верховного Совета РСФСР Сосенскому был присвоен статус города.

## Физико-географическая характеристика
Город расположен на востоке Козельского района, в пределах Средне-Русской возвышенности, являющейся частью Восточно-Европейской равнины, на высоте 220 м над уровнем моря. Рельеф местности равнинный. Со всех сторон город окружён лесами. В границах города берут начало ручьи, впадающие в реку Песочная (приток Жиздры).
По автомобильной дороге расстояние до административного центра Калужской области города Калуга составляет 81 км, до районного центра города Козельск — 13 км, до ближайшей железнодорожной станции Шепелево — 5 км.
Город находится в зоне влажного континентального климата с умеренно холодной зимой и нежарким летом (Dfb). Среднегодовая норма осадков — 635 мм, среднегодовая температура воздуха — 4,8 С.
В городе, как и на всей территории Калужской области, действует московское время.

## Население
| 1959    | 1970    | 1979    | 1989    | 1998    | 2000    | 2001    | 2002    | 2006    |
| ------- | ------- | ------- | ------- | ------- | ------- | ------- | ------- | ------- |
| 7034    | ↘6259   | ↗8264   | ↗13 275 | ↗14 700 | →14 700 | ↘14 500 | ↘12 623 | ↘12 300 |
| 2007    | 2008    | 2009    | 2010    | 2012    | 2013    | 2014    | 2015    | 2016    |
| ↘12 200 | ↘12 100 | ↘11 986 | ↗12 392 | ↘12 035 | ↘11 775 | ↘11 509 | ↘11 210 | ↘11 008 |
| 2017    | 2018    | 2019    | 2020    | 2021    | 2023    |         |         |         |
| ↗11 047 | ↘10 628 | ↘10 537 | ↘10 419 | ↗11 413 | ↘11 259 |         |         |         |

На 1 января 2025 года по численности населения город находился на 879-м месте из 1124 городов Российской Федерации.

## Инфраструктура
- Сосенский приборостроительный завод[27]
- Завод «Спецлит» — изготовление деталей и заготовок из сплавов металлов, произведённых путём точного литья по выплавляемым моделям.
- Завод строительных материалов «Стройдеталь» (не действует).
- Предприятие по разработке и продаже спецснаряжения, спецодежды, спецавто и прочее для различных служб «Союзспецоснащение».
- Предприятие по производству сотового заполнителя «РЕКАСТ».
- Средняя школа № 1 имени Героя Российской Федерации Игнатова Владимира Николаевича[28].
- Средняя школа № 2[29].
- Сосенский радиотехнический техникум.
- Сосенская детская музыкальная школа.
- Сосенская школа-интернат.
- Детский реабилитационный центр «Ровесник».
- ДЮСШ.
- Супермаркеты «Пятерочка» и «Магнит».
- Центр детского творчества.
- Культурно-досуговый центр «Прометей».
- Единственная в районе школа игры на клавитаре, до момента утраты единственного инструмента